# Happy Ending (Dogstar)
Happy Ending è il secondo album in studio del gruppo Dogstar. Si tratta anche dell'ultimo album inciso prima dello scioglimento nel 2002. È stato registrato alla Titan Recorders, Sherman Oaks, California ed è stato distribuito dalla Ultimatum Music.
Come nel precedente album, anche qui è presente una cover, Superstar del duo Delaney & Bonnie.

## Tracce
1. Halo – 2:53
2. Slipping Down – 3:03
3. Enemies – 3:11
4. Superstar – 4:22 (Delaney & Bonnie)
5. Cornerstore – 4:15
6. A Dreamtime – 3:21
7. Stagger – 3:48
8. Washington – 4:11
9. Alarming – 3:51
10. Swim – 2:14
11. Blown Away – 4:12

## Formazione
- Bret Domrose – voce, chitarra
- Keanu Reeves – basso, cori
- Robert Mailhouse – batteria, percussione, cori

## Collaboratori
- Richie Kotzen - cori
- Michael Nightingale - cori